# Jesus Guridi

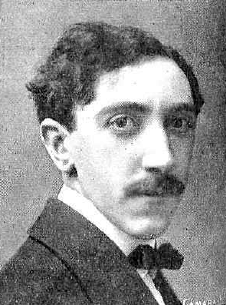
Jesus Guridi (1915)

Jesús Guridi Bidaola (* 25. September 1886 in Vitoria-Gasteiz, Provinz Álava; † 7. April 1961 in Madrid) war ein baskisch-spanischer Komponist. Als seine wichtigsten Kompositionen wären die Zarzuela „El Caserío“, das sinfonische Werk „Diez melodías vascas“ und die Oper „Amaya“ zu nennen.
Guridi wurde in Vitoria in einer Musikerfamilie geboren. Seine Mutter María de Trinidad Bidaola spielte Violine, sein Vater Lorenzo war Pianist. Ersten Unterricht erhielt er von Escolapios-Brüdern und Jesuiten in Zaragoza. Musikalisch weiterbilden ließ er sich in Madrid und Bilbao. Bereits mit 18 Jahren besuchte er die Schola Cantorum in Paris, in der einer seiner Lehrer Vincent d’Indy war. Weitere Stationen seiner Lehrzeit waren Brüssel und, einer Empfehlung von Resurrección María de Azkue folgend, Köln, bei Otto Neitzel.
Guridi heiratete 1922 und wurde Vater von sechs Kindern. Seit 1940 arbeitete er für das Real Conservatorio Superior de Música de Madrid und wurde schließlich dessen Direktor.
Beeinflusst von Wagner und den Spätromantikern, holte Guridi wesentliche Teile seiner Inspiration aus der baskischen Folklore. Sein breit gefächertes Œuvre umfasst Kammermusik ebenso wie Chor- und sinfonische Werke. Nicht zu vergessen ist sein Schaffen als Organist und Komponist für Orgel. Inspiriert durch die vielen Cavaille-Coll-Orgeln im Baskenland schuf er eine Menge Literatur für Orgel.

## Kompositionen
- "El caserío" (1926)  Zarzuela.
- "Diez melodías vascas" (1940) Version für Orchester oder Klavier.
- "Así cantan los niños" (1909) Für Knabenchor und Orchester.
- "Amaya" (1920).
- "Mirentxu" (1910)
- "Una Aventura de Don Quijote" (1916).
- "La meiga" (1929).
- "Seis canciones castellanas" (1939).
- "Sinfonía pirenaica" (1945).
- "Homenaje a Walt Disney" (1956).
- "Diez Melodias Vascas"  für Orchester oder Klavier solo unter der Verwendung alter baskischer Melodien.
- "Tripticon del buen Pastor"   für symphonische Orgel. Zur Einweihung der OESA - Orgel in San Sebastian.
- "Variationes Vascos"  für Orgel.
- "Preludio y Fantasia"  für Orgel.
- "Ttun Kurun" für großen Chor.
- "Ala Baita" für Chor.